# Maria Rosa Lloret Romañach
Maria Rosa Lloret Romañach  (Roses, 16 de març de 1961)  és una filòloga i lingüista catalana, dedicada a la recerca i a la docència a la Universitat de Barcelona.

## Formació
Filla de Tomàs Lloret i Reos i de Rosa Romañach i Peix, va cursar els estudis elementals i de batxillerat a Roses. Després la llicenciatura de Filologia Catalana a la Universitat de Barcelona (1979-1984). El 1985 va obtenir una beca per anar a la Universitat d’Indiana, als Estats Units, on va fer un màster i es va doctorar en Philosophy (Linguistics) –Lingüística general–, el 1988. La seva tesi doctoral estudiava la morfofonologia de l'oromo, una llengua afroasiàtica de la família cuixítica, que es parla a Etiòpia i Kenya.

## Activitat professional
És catedràtica de Filologia Catalana al Departament de Filologia Catalana i Lingüística general de la Universitat de Barcelona, departament que dirigí el 2013. Després de dedicar-se a la tasca docent com a professora associada del Departament d’Espanyol i Portuguès, a la Indiana University entre 1985 i 1988, s’incorporà a la Universitat Autònoma de Barcelona el 1989 amb una beca postdoctoral, i el 1991 a la Universitat de Barcelona. També ha col·laborat en programes de postgrau i màster de logopèdia amb el Departament de Psicologia de la Universitat de Barcelona i en programes de doctorat a la Universitat Rovira i Virgili i la Universitat de Lleida (1999-2000) i en diversos instituts i universitats d’arreu, com ara la Scuola Normale Superiore de Pisa, l’Instituto Universitario Ortega y Gasset de Madrid, la Universitat de Califòrnia a Berkeley o a Santa Cruz.
La seva activitat investigadora s'ha centrat inicialment en l'estudi de la fonologia, especialment en la seva interacció amb la morfologia. Més endavant la seva recerca s'ha fixat en l'estudi de fenòmens del català des de la perspectiva de la variació dialectal i el canvi lingüístic, que més tard ha ampliat en l'estudi comparatiu entre llengües romàniques. Més recentment ha treballat principalment en la teoria de l’optimitat.
Ha format part de diversos grups de recerca, i en algun cas els ha dirigitː Grup d'Estudi de la Variació Dialectal, Grup d'Estudi de la Variació i el Grup d'innovació docent en Fonètica Catalana.
Ha organitzat congressos i seminaris sobre lingüística i forma part de diverses associacions lingüístiques i comitès científics i acadèmics. Així, per exemple, ha estat editora o assessora de revistes com Catalan Review, de Barcelona, Rivista di Linguistica / Italian Journal of Linguistics, de Pisa, o Caplletra, de València-Barcelona. Ha participat en una setantena de congressos sobre lingüística general i filologia romànica, organitzats per universitats catalanes, de la resta de l'estat espanyol i Europa, dels Estats Units i el Canadà.

## Premis
El 1987 va rebre el premi The four top teachers on the Bloomington campus, de la Universitat d’Indiana.
L’obra Gramàtica del català contemporani (2002), de la qual fou codirectora juntament amb Joan Solà, Joan Mascaró i Manuel Pérez Saldanya, va rebre el 2002 el Premi Sanchis Guarner a la Unitat de la llengua catalana, de la Fundació Jaume I.
La Generalitat de Catalunya la va distingir el 2002 per la promoció de la recerca universitària, en la categoria de joves investigadors (2002-2006) amb el projecte «La gradació dels fenòmens lingüístics»; així, va poder dirigir grups de recerca per a estudiar la constitució i explotació d'un corpus oral dialectal del català i després els fenòmens fònics i morfològics des de la perspectiva de la variació lingüística.

## Obra
Ha publicat articles d’investigació en moltes revistas especialitzades d'arreu, com ara Language, Lingua, Phonology, Probus, Linguistic Inquiry, Verba, Caplletra, Estudios de fonética experimental, Catalan Review, Revista de Filología Románica, Els Marges, Procedia - Social and Behavioral Sciences, Belgian Journal of Linguistics, Estudis Romànics, Dialectologia et Geolinguistica i Catalan Journal of Linguistics. I també en revistes més divulgatives, com ara Quimera.
És autora d’un gran nombre de col·laboracions en diverses obres col·lectives publicades en editorials nacionals i internacionals, entre les quals Foris, Rosenberg&Sellier, De Gruyter, Eisenbrauns, Benjamins, Oxford UP o Equinox.
Entre les obres publicades individualment o formant part d'una miscel·lània o obra col·lectiva, hi ha aquestesː
- Manual de transcripció fonètica (1997), amb Eulàlia Bonet i Joan Mascaró
- Fonologia catalana (1998), amb Eulàlia Bonet
- La gramàtica i la semàntica en l'estudi de la variació (2001), amb Mercè Lorente, Núria Alturo, Emili Boix i Lluís Payrató
- Lingüística i gramàtiques (2004), amb Clàudia Pons
- Volum 4 de la Catalan Journal of linguistics (Morphology in Phonology) (2005), editat amb Jesús Jiménez
- Lingüística i gramàtiques (2005), amb Clàudia Pons
- New Perspectives in Linguistics (2007), amb Llorenç Comajoan
- Noves aproximacions a la fonologia i la morfologia del català. Volum d’homenatge a Max W. Wheeler (2011), amb Clàudia Pons-Moll
- Qüestions de morfologia flexiva i lèxica del català. Volum d'homenatge a Joaquim Viaplana (2013), amb Esteve Clua
- Understanding Allomorphy: Perspectives from Optimality Theory (2015), amb Eulàlia Bonet, Joan Mascaró
- Clàssics d'ahir i d'avui en la gramàtica del català (2015), amb Clàudia Pons-Moll i Eva Bosch-Roura.